# Xiaozhai Tiankeng

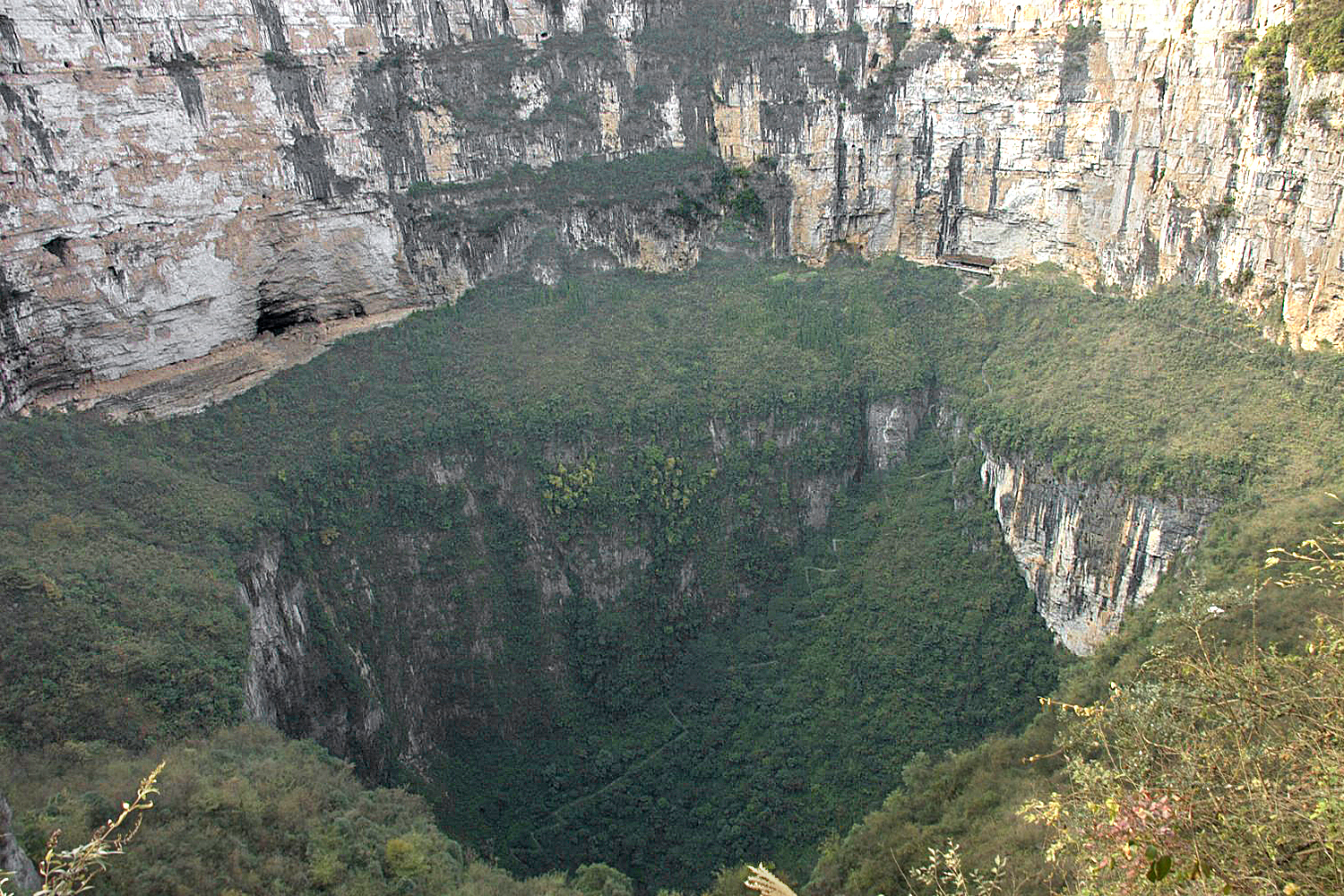
Xiaozhai Tiankeng

O Xiaozhai Tiankeng (em chinês: 天坑地缝) é o maior e mais profundo poço do mundo. Ele está localizado no condado de Fengjie, no município de Chongqing, na China.
Xiaozhai Tiankeng significa literalmente "grande buraco no céu atrás da pequena cidade".

## Dimensões
O Xiaozhai Tiankeng tem 626 metros de comprimento, 537 metros de largura e entre 511 e 662 metros de profundidade, com paredes verticais. Seu volume é de 119.399.000 m³ e a superfície de sua abertura é de 274.000 m². Este material foi dissolvido e arrastado pelo rio. A pia é uma estrutura de dois ninhos: o reservatório superior tem 320 metros de profundidade, o reservatório inferior tem 342 metros de profundidade e ambos os tanques têm entre 257 e 268 metros de largura. Entre os dois degraus há uma cornija inclinada, formada pela terra presa no calcário. Durante a estação chuvosa, uma cachoeira se forma no poço.

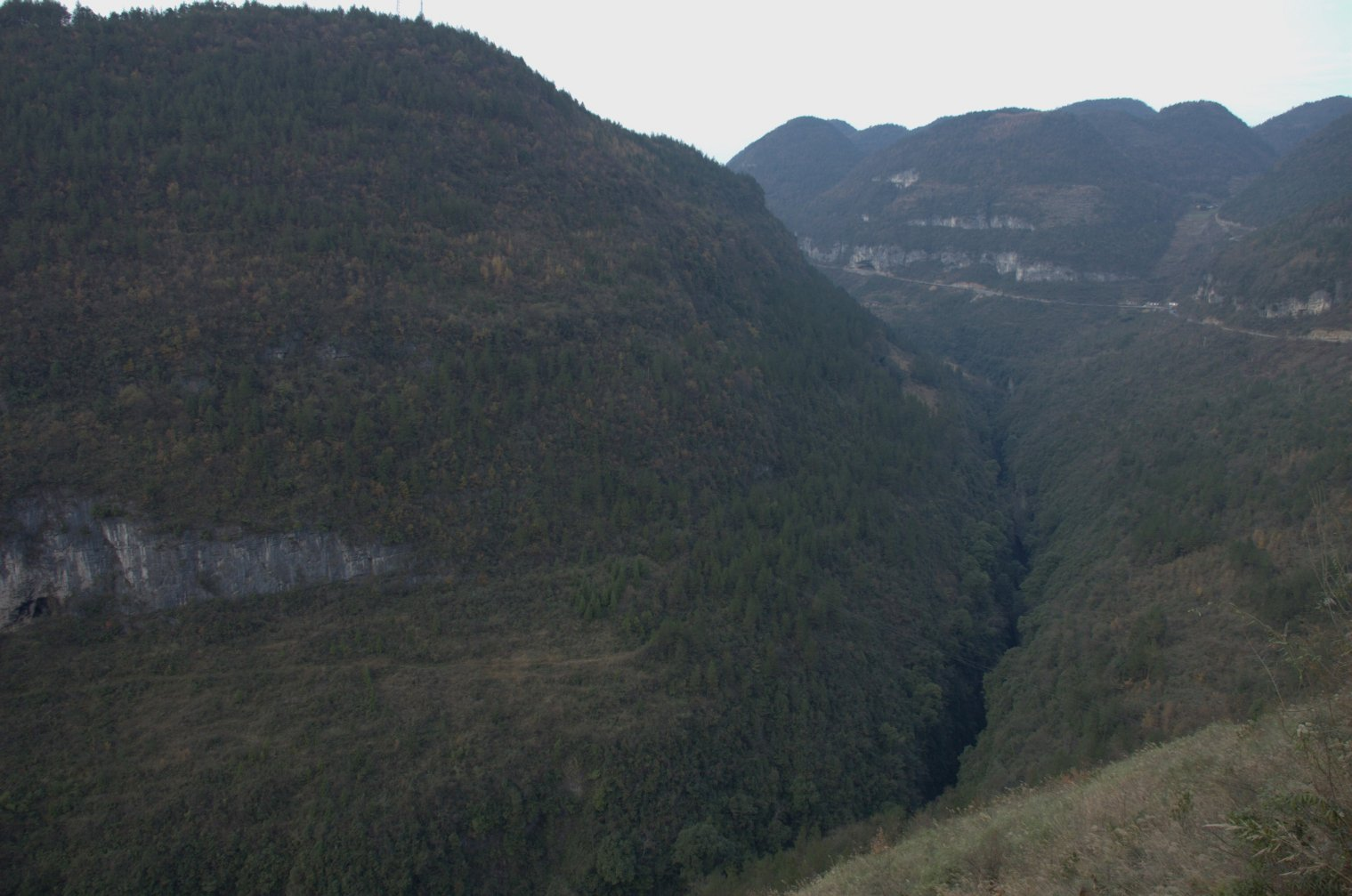
Xhiaoziai Difeng

## Descoberta
O Xiaozhai Tiankeng foi descoberto por especialistas em 1994 durante a busca de um novo local de exploração para espeleólogos britânicos no Projeto Cavernas da China. Na verdade, era bem conhecido das pessoas da área desde os tempos antigos. Xiaozhai é o nome de uma cidade abandonada próxima e significa literalmente "cidade pequena", e tiankeng significa "buraco no céu", um nome regional único para sumidouro na China. Uma escada de 2800 degraus foi construída para facilitar o turismo.

## Rio subterrâneo e caverna
O Tiankeng foi formado sobre a caverna de Difeng, que por sua vez foi formada por um poderoso rio subterrâneo que ainda flui sob o sumidouro. O rio subterrâneo começa no desfiladeiro da fissura de Tianjing e atinge um penhasco vertical no rio Migong, formando uma cascata de 4 metros de altura. A extensão deste rio subterrâneo é de cerca de 8,5 km e durante a sua jornada cai 364 metros. O fluxo médio anual desse rio é de 8,77 m³ por segundo, mas seu fluxo pode chegar a 174 m³/s. Tanto o rio quanto a Caverna de Difeng foram explorados e mapeados pelo Projeto Cavernas da China, em 1994.